# Valiant Comics

2012 eingeführtes Logo von Valiant Comics

Valiant ist ein US-amerikanischer Comicverlag der von 1990 bis 2000 Comics publizierte und zeitweise der drittgrößte US-amerikanische Comic-Verlag war. Nachdem der Verlag 2004 Bankrott gegangen war, wurde er von Dinesh Shahmdasani und Jason Kathari erworben und 2005 als Valiant Entertainment neu gegründet. Seit 2012 werden wieder Comics veröffentlicht.

## Anfänge
1988 versuchte Jim Shooter, ehemaliger Editor-in-Chief des Comic-Verlags Marvel Comics, seinen finanziell angeschlagenen früheren Arbeitgeber zu übernehmen. Zusammen mit Steven J. Massarsky – Anwalt und früherer Manager u. a. der Allman Brothers Band –, Winston Fowlkes und der Investorengruppe Triumph Capital brachte Shooter 81 Millionen Dollar auf, doch als es zu Marvels Versteigerung kam, erhielt ein weiterer Bieter den Zuschlag. Ein zweiter Plan, Harvey Comics aufzukaufen, wurde ebenfalls aufgegeben. Shooter und seine Geldgeber beschlossen daraufhin, das aufgebrachte Geld zu verwenden, um einen eigenen Comicverlag aus der Taufe zu heben.

### Voyager Communications
1989 gründeten Shooter und Massarsky zu diesem Zweck Voyager Communications, die Firma, unter der, so der Plan, künftig Voyager Comics erscheinen sollten. Es stellte sich jedoch heraus, dass Voyager schon von einem anderen Comic-Verlag registriert war, und der Name des Verlages wurde kurzerhand in Valiant Comics geändert, auch, um das schon designte V-Logo weiterhin verwenden zu können; der Name der Mutterfirma blieb unverändert.
Zu Anfang wurde nach schon etablierten Franchises gesucht, um Valiant den bestmöglichen Start zu gewährleisten. Die immense Popularität von Nintendo, die zur damaligen Zeit den Videospiel-Markt dominierten, und der Wrestling-Organisation WWF, die sich auf dem Höhepunkt ihrer Bekanntheit befand, führten dazu, dass Lizenzvereinbarungen mit beiden abgeschlossen wurden, die Valiant ermöglichen sollten, exklusiv lizenzierte Nintendo- und WWF-Comics herauszubringen. Man erhoffte sich insbesondere von Nintendo Marketing-Unterstützung, deren Insider-Magazin Nintendo Power zur damaligen Zeit in einer Auflage von über 3 Millionen Ausgaben erschien, was im Gegenzug auch für Valiant bedeutet hätte, eine große Anzahl an Videospiele-Fans erreichen zu können. Folgerichtig waren die ersten veröffentlichten Comics 1990 Nintendo-Comics zu Videospielen wie Captain N, The Legend of Zelda und Super Mario Bros. sowie 1991 Wrestling-Comics wie WWF Battlemania oder WWF: Ultimate Warrior's Workout.
Die erhoffte Resonanz blieb allerdings aus; weder griffen eine größere Zahl Wrestling-Fans zu den entsprechenden Comics, noch kamen Comics zu Videospielen bei Videospiel- oder Comic-Fans an. Erschwerend kam hinzu, dass Nintendo den neuen Verlag kaum unterstützte und die Kosten für die Lizenzen einen Großteil des Kapitals aufgefressen hatten, so dass die Lage schon nach dem ersten Jahr bedrohlich für Valiant aussah.
In dieser Situation beschloss Shooter, das Comic-Programm komplett umzustrukturieren und sich völlig auf Superhelden-Comics, damals wie heute das dominierende Genre des US-amerikanischen Comic-Marktes, zu konzentrieren. Zu diesem Zweck erwarb Shooter die Lizenzen einiger klassischer Figuren von Western Publishing, Doctor Solar, Magnus, Robot Fighter und Turok. Parallel dazu brachte Shooter etablierte Comic-Größen an Bord, insbesondere Bob Laytob und Barry Windsor-Smith. Shooter, Windsor-Smith und Layton als kreative Architekten des jetzt neu geschaffenen Valiant Universe gingen nun daran, das Superhelden-Universum zu schaffen, das die Grundlage für Valiant Comics werden sollte.

## Valiant Heroes 1
Als erste Serie veröffentlichte Valiant Magnus Robot Fighter Anfang 1991 mit einer von Jim Shooter geschriebenen Story, Steel Nation. Die Verkaufszahlen waren für den damaligen Markt mit 60.000 Ausgaben nicht sehr hoch, dennoch startete drei Monate später Valiants zweiter Titel, Solar – Man of the Atom. Harbinger war die dritte Serie, die Valiant veröffentlichte, und die erste, der keine „Gold-Key“-Lizenz zugrunde lag. Weitere frühe Valiant-Serien waren X-O Manowar und Shadowman; das Fundament war damit endgültig gelegt.
Valiants Marketingstrategien zu dieser Zeit waren für den damaligen Comicmarkt revolutionär: Die ersten acht Hefte von Magnus zum Beispiel enthielten Coupons, für die man, an Valiant geschickt, ein exklusives #0-Heft erhielt. Des Weiteren erhielt Magnus #5 neben der normalen Geschichte den ersten Teil einer Miniserie mit dem japanischen Helden Rai als Flip-Book ohne Aufpreis. Nachdem die Miniserie innerhalb der Magnus-Serie beendet war, bekam Rai seine eigene Comicreihe, die vierte fortlaufende Valiant-Serie des neuen Superhelden-Universums.
Eine weitere Innovation Valiants war die Einführung sogenannter „Origin-Issues“, Comic-Ausgaben mit der Nummer 0, die, obwohl später erschienen, thematisch vor der Ausgabe 1 spielen. Insbesondere die Praxis dieser „Zero-Issues“ wurde später von nahezu allen großen Comic-Verlagen übernommen und stellt heute zumindest im Bereich der Superhelden-Comics eine Normalität dar.
Langsam begann Valiant Comics, eine breitere Fanbasis aufzubauen, nicht zuletzt durch Promotion des Comic-Magazins Wizard, das begann, die Publikationen des aufstrebenden Verlages immer stärker in den Fokus zu rücken. Insbesondere Magnus Robot Figher #12 (mit dem ersten Auftritt von Turok, dessen Auftreten nach einem Jahr das Trio der lizenzierten Gold-Key-Figuren vervollständigte) und Solar #10 (der erste Auftritt von Eternal Warrior) waren überaus begehrt bei den Fans. Auf der jährlichen Diamond-Comic-Distributors-Veranstaltung 1992 wurde Valiant dementsprechend zum „Publisher of the Year“ ernannt, und man hielt zum ersten Mal den dritten Rang gemessen am Marktanteil des US-amerikanischen Comicmarktes, hinter Marvel Comics und DC Comics. Jim Shooter erhielt eine Auszeichnung für sein Lebenswerk. 1993 erhielt Valiant den Titel Publisher of the Year erneut.

### Auf dem Höhepunkt
Trotz des augenscheinlichen Erfolgs, den Valiant hatte, waren die Schulden des Unternehmens immer noch drückend, und die Führungsriege erdachte den Unity Crossover, um die Verkaufszahlen weiter zu steigern. Unity war eine Miniserie, die alle laufenden Valiant-Titel in einer einzigen Storyline vereinte. Zusätzlich mit Unity wurden zwei neue Serien, Eternal Warrior und Archer and Armstrong, gestartet. Unity #0, der Prolog des Crossovers, wurde von Valiant kostenlos herausgegeben, eine weitere von Valiants Marketingstrategien, die voll aufgingen. Die Fans waren begeistert von Unity, und die Verkaufszahlen der Valiant-Serien gingen weiter in die Höhe. Ausgaben von Rai und Turok und neue Serien wie Bloodshot, H.A.R.D. Corps oder Ninjak verkauften sich auf dem boomenden Comicmarkt dieser Zeit sehr gut: Turok #1 verkaufte 1.750.000 Ausgaben, Bloodshot #1 900.000 Ausgaben, X-O Manowar #0 850.000, Rai #9 800.000, Secret Weapons #1 650.000, Ninjak #1 und Second Life of Dr. Mirage #1 jeweils 500.000 Ausgaben. Insgesamt hatte Valiant bis zu diesem Zeitpunkt mehr als 50 Millionen Comics verkauft.
Valiant-Titel waren während dieser Phase ständig in den Top 10 der Comiccharts vertreten, und die frühen Hefte aus der Vor-Unity-Zeit begannen bei Sammlern sehr hohe Preise, zum Teil über 100 $, zu erzielen; für einzelne Ausgaben, die selten älter als ein Jahr waren. Gegen Ende des Jahres 1993 erreichten die Verkäufe der Valiant-Titel ihren Höhepunkt, und die Investoren sahen langsam den Zeitpunkt gekommen, ihre Gewinne einzustreichen. Zu dieser Zeit verließ Jim Shooter die Firma nach internen Machtkämpfen u. a. mit Bob Layton.

#### Armada und Windjammer
Auf dem Höhepunkt seiner Popularität beschloss Valiant, sein Comic-Programm zu diversifizieren, und gründete die Imprints Armada und Windjammer. Unter dem Armada-Banner erschien lizenziertes Material rund um das bekannte Sammelkartenspiel Magic: The Gathering.
Windjammer veröffentlichte ausschließlich Serien, deren Rechte bei den jeweiligen Künstlern verblieben; ein zur damaligen Zeit nicht alltägliches Konzept. Hier erschienen u. a. Neal Adams KnightHawk, Samuree und Valeria the She-Bat, sowie Mike Grells Starslayer und Bar Sinister.

### Nach Shooter und Niedergang
Mit Valiant erreichte der Boom des amerikanischen Comicmarktes der frühen und der Mittneunziger seinen Höhepunkt. Valiant, wie viele andere Verlage auch, produzierte keine Geschichten mehr, sie schufen Sammlerstücke. Die mit Hologramm- oder Chrom-Covern, Goldlogos und ähnlichen, zumeist rein optischen, Gimmicks produzierten sowie mit z. B. Sammelkarten vertriebenen und deshalb versiegelten, Comics dienten zumeist einzig dem Zweck, durch künstlich klein gehaltene Auflagen dieser „Sonderausgaben“ Rarität zu erzeugen und gleichzeitig durch verschiedene (Cover-)Varianten derselben Ausgaben die Auflagen gesamt zu steigern, bestachen aber immer seltener durch Inhalt. Als der Markt gesättigt war und die Spekulanten herausfanden, dass Comics nicht als Wertanlage geeignet waren, platzte die Spekulationsblase. Infolgedessen brachen die Verkaufszahlen stark ein. Trotz weiterer Versuche wie dem Deathmate-Crossover mit Image Comics und verlagsweiten Ereignissen wie Chaos Effect verlor Valiant, wie andere Comic-Verlage auch, Scharen an Lesern.
In diesem Moment entschied sich Triumph Capital endgültig, Valiant zu verkaufen; der Verlag ging für 65 Millionen Dollar an den Videospiele-Hersteller Acclaim Entertainment. Acclaims primäre Motivation dafür waren einige Figuren, für die Video-Spiele kreiert werden sollten, wie Shadowman, X-O Manowar und besonders Turok.

## Acclaim und Valiant Heroes 2
Valiant, jetzt unter Führung von Acclaim, versuchte anfangs, mit dem Crossover Birthquake verlorene Leser zurückzuholen. Mit Investitionen durch Acclaim wurde eine Reihe von damals populären Zeichnern wie Dan Jurgens, Ron Marz und Bart Sears angeheuert, die mit Birthquake vorgestellt werden sollten. Zuvor wurden insgesamt acht alte Valiant-Titel eingestellt, um sich auf die neue Ausrichtung zu konzentrieren. Diese Maßnahmen hatten nicht den gewünschten Effekt, und Serien wie Shadowman, Timewalker und Visitor wurden kurz danach ebenfalls eingestellt. Der Abwärtstrend konnte nicht dauerhaft gestoppt werden, und Acclaim begann ab Mitte 1995, Valiants Mitarbeiter abzubauen. Unter dem neuen Editor-in-Chief Fabian Nicieza wurden Anfang 1996 alle Valiant-Titel schließlich komplett eingestellt.
Mit völlig neuen Kreativteams und unter dem Label Valiant Heroes by Acclaim Comics wurde noch einmal der Versuch unternommen, das Valiant-Universum in Form der „Valiant Heroes 2“, oder VH2, wiederzubeleben. Einige Serien und Figuren wurden für diesen radikalen Neustart, zum Teil massiv, verändert – wie Eternal Warriors, Shadowman oder Turok –, andere hatten nach ihrer Neukonzeption mit ihrem Vorgänger wenig mehr als den Titel gemein – wie Bloodshot, Ninjak oder X-O Manowar. Parallel dazu wurden völlig neue Serien herausgebracht, wie Quantum & Woody, Trinity Angels oder Troublemakers, und das Programm wurde um Humor (Bad Eggs), Horror (Gravediggers) und Krimi (Armed and Dangerous, Grackle) erweitert. Des Weiteren erwarb Acclaim eine breite Anzahl an verschiedensten Lizenzen: Filme und Serien (Power Rangers – Staffel Power Rangers Turbo, Sliders oder Waterworld); Tabletop-Spiele (Mutant Chronicles) sowie die Rechte an Classics Illustrated, der traditionsreichen Serie von Comic-Adaptionen klassischer Literatur. Auch Unterhaltungs-Gigant Disney konnte mit Lizenzen zu Arielle und Hercules ins Boot geholt werden.
Doch trotz ermutigender Verkaufszahlen von Bloodshot und den neuen Serien Quantum & Woody und Troublemakers konnten weder VH2 noch die Lizenz-Comics Acclaims Erwartungen erfüllen. Aufgrund des relativen Erfolges der Video-Spiele um X-O Manowar und insbesondere Turok wurden nach und nach die verlagsfremden Comics reduziert und man konzentrierte sich vermehrt auf VH2 rund um die Videospiele-Figuren.

### Valiant Heroes 0
Nach anfänglichen Erfolgen gingen die Verkaufszahlen des re-imaginierten Valiant-Universums wieder deutlich zurück, und 1999 stellte Acclaim, nicht zuletzt aufgrund spürbarer Verluste der Videospiele-Sparte, einen Großteil der übrig gebliebenen VH2-Comic-Serien wieder ein. 2000 versuchte Acclaims Comicsparte einen letzten Coup. Im Rahmen des Crossovers Unity 2000 – so genannt in Anlehnung an den Ursprungs-Crossover Unity aus den Anfangstagen Valiants – holte man die frühere treibende Kraft, Jim Shooter, wieder, um das Valiant/Acclaim-Universum ein erneutes Mal zu überarbeiten. Unity 2000 präsentierte ein weiteres Universum, von Fans inoffiziell „VH0“ genannt, das Jim Shooters Vision des Valiant-Universums darstellte, hätte Shooter die Möglichkeit gehabt, es bis zum Schluss nach seinen Vorstellungen fortzuschreiben. Am Ende des Crossovers sollte nach Aussagen Shooters das „VH0“-Universum zerstört und die vorhergegangenen VH1- und VH2-Universen dauerhaft in ein einziges, weiteres neues Comic-Universum amalgamiert werden. Dazu sollte es aber nicht mehr kommen. Die anhaltenden Verluste der Firma auf dem Videospiele-Markt führten dazu, dass sich Acclaim 2000 vollständig aus dem Comic-Bereich zurückzog; von Unity 2000 wurden nur die ersten drei Ausgaben der auf sechs Hefte angelegten Mini-Serie veröffentlicht.
2003 meldete Acclaim Konkurs an.

## Valiant Entertainment
Acclaim gab 2003 die Rechte an Magnus, Robot Fighter und Solar auf, die an Western Publishing zurückfielen. iBooks Inc. hat im April 2004 verlautbaren lassen, dass sie einen Vertrag mit Western Publishing geschlossen haben, um neues Magnus, Robot Fighter-Material herauszubringen. Die verbleibenden Valiant-Lizenzen wurden nach dem Bankrott von Acclaim 2004 von Starz Media aufgekauft. 2005 erwarb eine Gruppe von Investoren um Dinesh Shamdasani und Jason Kothari alle Rechte an dem umfangreichen Verlagskatalog aus Valiants Nachlass und gründete Valiant Entertainment (VE). Seit 2012 werden wieder Comics verlegt, wobei man mit Reboots bekannter Titel wie X-O Manowar oder Bloodshot begann.

## In Deutschland
Der Verlag Actionkraft, ein Sublabel des Spieleverlags Schwerkraft, bringt seit 2019 folgende Valiant Comics in deutscher Sprache heraus:
- Archer & Armstrong
- Bloodshot
- Harbinger
- Quantum & Woody
- X-O Manowar

## Andere Medien
Acclaim veröffentlichte diverse Videospiele mit den Valiant-Helden Shadowman, Turok und X-O Manowar.

## Comicografie

### Nintendo Comics (Auswahl)
- Adventures of the Super Mario Bros. #1–9 (1991)
- Captain N: The Game Master #1–6 (1990–1991)
- Game Boy #1–4 (1990)
- The Legend of Zelda (Erste Serie) #1–5 (1990)
- The Legend of Zelda (Zweite Serie) #1–5 (1990)
- Super Mario Bros. (Erste Serie) #1–6 (1990–1991)
- Super Mario Bros. (Zweite Serie) #1–5 (1991)

### Wrestling Comics
- Valiant Illustrated Action Books: Ultimate Warrior's Workout (1991)
- Valiant Illustrated Action Books Wait Till I Get My Hands On … (1991)
- WWF Battlemania #1–5 (1991–1992)
- WWF: Ultimate Warrior's Workout (1991)
- WWF: World Wrestling Foundation #1–4 (1991)

### VH1 (Auswahl)
- Archer & Armstrong #0, #1–26 (1992–1994)
- Bloodshot #0, #1–51 (1993–1996)
- Eternal Warrior #1 –50 (1992–1996)
- Harbinger #0, #1–41 (1992–1995)
- H.A.R.D. Corps #1–30 (1992–1995)
- Magnus Robot Fighter #0, #1–64 (1991–1996)
- Ninjak #0, #00, #1–26 (28 Ausgaben, 1994–1995)
- Rai #0, #1–8, (als Rai and the Future Force) #9–24, (wieder als [The New] Rai) #25–33 (1992–1995)
- The Second Life of Doctor Mirage #1–18 (1993–1995)
- Shadowman #0, #1–43 (1992–1995)
- Solar, Man of the Atom #1–60 (1991–1996)
- Timewalker #0, 1–15 (1995–1996)
- Turok, Dinosaur Hunter #0, #1–47 (1993–1996)
- Unity #1 und #2 (Epilog und Prolog zum gleichnamigen Crossover) (2 Ausgaben; 1992)
- X-O Manowar #0, #1/2 (von Wizard Entertainment), #1–68 (70 Ausgaben; 1992–1996)

#### Crossover
- Deathmate (mit Image Comics) #1–6 (Prolog, Black, Yellow, Blue, Red, Silver/Epilog) (1993–1994)
- Magnus Robot Fighter/Nexus (mit Dark Horse Comics) #1, #2 (1993–1994)
- Predator vs. Magnus Robot Fighter (von Dark Horse Comics) #1, #2 (1992–1993)
- X-O Manowar/Iron Man: In Heavy Metal (mit Marvel Comics) #1, #2 (1996)

### Acclaim Comics/VH2 (Auswahl)
- Bloodshot (Zweite Serie) #1–16 (1997–1998)
- Magnus Robot Fighter (Zweite Serie) #1–18 (1997–1998)
- Ninjak (Zweite Serie) #1–12 (1997–1998)
- Quantum & Woody #0, #1–21, #32 (23 Ausgaben; 1997–1998, 2000)
- Shadowman (Zweite Serie) #1–20 (1996–1998)
- Shadowman (Dritte Serie) #1–6 (1999)
- Troublemakers #1–19 (1997–1998)
- X-O Manowar (Zweite Serie) #1–21 (1996–1998)

### VH0
- Unity 2000 #1–3 (von geplanten sechs) (1999–2000)